# Lüchow-Dannenberg-Syndrom
Das Lüchow-Dannenberg-Syndrom (auch: Lüchow-Dannenberg-Effekt) ist ein Begriff aus dem Bereich der Kriminologie. Es bezeichnet das Phänomen, dass die Erhöhung der Polizeipräsenz an einem Ort eine Erhöhung der statistisch erfassten Vergehen und Verbrechen nach sich zieht. Es steht exemplarisch für die selektive Aufmerksamkeitsorientierung  von Polizeibehörden zuungunsten kontrollierter Bevölkerungsgruppen. 
Beobachtet wurde dieser Effekt zum ersten Mal, als 1979/1980 die Polizeikräfte im Landkreis Lüchow-Dannenberg wegen der Demonstrationen gegen Atommülltransporte in Gorleben verstärkt und quasi kaserniert wurden. Während der Zeiten, in denen nicht demonstriert wurde, wurden diese Polizeikräfte für alltägliche Polizeiaufgaben eingesetzt. So beispielsweise die verdachtsunabhängigen Personenkontrollen. In der Folge stieg in Lüchow-Dannenberg die Zahl der registrierten Anfangsverdachtsfälle deutlich stärker an, während die Zahlen der Anfangsverdachtsfälle in den benachbarten Landkreisen gleich blieben.
Tatsächlich hat aber die Präsenz der Polizei als solche nicht zu einem Anstieg der Kriminalität geführt. Vielmehr ist das Dunkelfeld der Kriminalität kleiner, also die Anzahl der bekanntgewordenen Straftaten größer geworden.